# دیوید استوکدیل
دیوید آدام استوکدیل (انگلیسی: David Adam Stockdale؛ زادهٔ ۲۰ سپتامبر ۱۹۸۵) بازیکن فوتبال اهل انگلستان است.